# Церква Святої Тройці (Полупанівка)
Церква Святої Тройці в Полупанівці — парафія і храм Скалатського благочиння Тернопільської єпархії Православної церкви України в селі Полупанівка Тернопільського району Тернопільської области.

## Історія церкви
На сході села височіє Свята Гора, де, за переказами, з'явилася Матір Божа. На цьому місці збудували капличку з цілющим джерелом. З давніх-давен люди приходять сюди, щоб напитися та зцілитися святою водою.
У 1992 році парафіяни села Полупанівка та сусідніх сіл вирішили збудувати на місці каплички храм на честь Святої Трійці. Чин освячення здійснив архієпископ Тернопільський і Кременецький Яків у співслужінні з духовенством єпархії.
У 2010 році Свята Гора поповнилася ще однією святинею: дві громади збудували та освятили Хресну Дорогу.

## Парохи
- о. Михайло Карпець (з 1992).